# 普列尼基夫
49°40′53″N 24°43′3″E / 49.68139°N 24.71750°E
普列尼基夫（烏克蘭語：Плеників），是烏克蘭西部的村莊，隸屬利維夫州的利維夫區。該村面積2.75平方公里，海拔高度323米，2001年人口242，人口密度每平方公里88人。